# Cantón de Thouars-1
El cantón de Thouars-1 era una división administrativa francesa, que estaba situada en el departamento de Deux-Sèvres y la región de Poitou-Charentes.

## Composición
El cantón estaba formado por once comunas, más una fracción de la comuna que le daba su nombre:
- Brie
- Missé
- Oiron
- Pas-de-Jeu
- Saint-Cyr-la-Lande
- Saint-Jacques-de-Thouars
- Saint-Jean-de-Thouars
- Saint-Léger-de-Montbrun
- Saint-Martin-de-Mâcon
- Taizé
- Thouars (fracción)
- Tourtenay

## Supresión del cantón de Thouars-1
En aplicación del Decreto nº 2014-176 de 18 de febrero de 2014, el cantón de Thouars-1 fue suprimido el 22 de marzo de 2015 y sus 12 comunas pasaron a formar parte; ocho del nuevo cantón de Valle de Thouet y cuatro del nuevo cantón de Thouars.